# Risa Goto
Risa Goto (後藤 理沙 Goto Risa?, nascută 18 iunie 1983) este o actriță japoneză și un gravure idol. Ea a fost nascută în Ukiha, Prefectura Fukuoka, Japonia. Ea este în prezent semnată cu agenția de talente, JMO.

## Carieră

### Televiziune
- Xenos (TV Tokyo, 2007)
- Shinjuku Boso Kyukyutai (NTV, 2000)
- Psychometrer Eiji 2 (1999)
- Sekai de ichiban papa ga suki (1998)

### Filme
- Sleeping Bride (2000)
- 死人の恋わずらい (Shibito no koiwazurai, Love Ghost) (2005)

## Legături externe
- Risa Goto on IMDb
- Official profile of Risa Goto in JMO website Arhivat în 21 noiembrie 2007, la Wayback Machine. (Japanese)